# Гобан (святой из Таскаффина)
Святой Гобан (род. VI или VII век), память 23 мая — ирландский бенедиктинский монах, служил в селении Таскаффин (англ. Tascaffin, ирл. Tigh Scuithin), графство Лимерик, Ирландия.
Отождествляется со св. Гобаном из Олд Лохлина, настоятелем монастыря Олд Лохлин (Old Leighlin) и братом св. Лазериана (Laserian), упоминаемым в житии св. Лазериана. Некоторые источники оспаривают это отождествление.